# Naru Nanao
Naru Nanao (japonès: 七尾奈留)  (arxipèlag Okinawa, segle XX) és el pseudònim d'un artista japonesa d'Okinawa, Japó. L'elecció de Nanao del seu pseudònim prové del joc de Circus Aries, en el qual un dels personatges es deia Runa Nanao (七尾 留奈, Nanao Runa). És una il·lustradora lliure i, per tant, no està afiliada a una sola empresa; ella és principalment dissenyadora de personatges. Va començar a treballar amb desenvolupadors de videojocs l'any 2000, però és més coneguda per oferir un disseny original de personatges per a tres heroïnes a la novel·la visual original de D.C.: Da Capo de Circus publicada el 2002. Altres obres inclouen Canvas 2: Niji Iro no Sketch, Ef: A Fairy Tale of the Two, i Sola. En un moment donat, només es deia pel seu nom de pila Naru. Ella és la supervisora del seu cercle dōjinshi conegut com "Gel i xocolata" (あいすとちょこ, Aisu to Choko). Sovint col·labora amb un altre cercle anomenat "Poteneko" (ぽてねこ). Fins i tot va proporcionar la il·lustració de la portada del catàleg per Comiket 70 a l'agost de 2006.

## Carrera

#### Novel·les visuals
Naru Nanao ha treballat en nombroses novel·les visuals per a adults a causa de la seva condició d'il·lustradora lliure i de no estar afiliada a una sola empresa; ella és principalment dissenyadora de personatges. El seu primer treball per a una novel·la visual va ser com a directora d'art de Cave Castle Cavalier de Dall, estrenada l'any 2000. Aquell mateix any, va treballar a Kinki 2 -Taboo-: Hospital Taboo de Succubus. L'any 2001, Nanao va treballar en tres jocs per a la companyia Circus que van ser: Infanteria, Suika i Archimedes no Wasuremono. També el 2001, Nanao va treballar en el seu primer joc per a totes les edats anomenat Quiz Saitama Rengō no Yabō de Saitama Ringō. El 2002, Nanao va proporcionar el disseny de personatges al primer joc DC: Da Capo de Circus per a tres heroïnes: Nemu Asakura, Sakura Yoshino i Kotori Shirakawa. Tot i que Nanao es va fer coneguda pel seu treball a DC: Da Capo, no va tornar a participar en un altre joc de la sèrie Da Capo . També l'any 2002, Nanao va treballar en el joc Panic!! Kerokero Ōkoku de Pajama Soft. El 2003, Nanao va treballar amb Circus i PrincessSoft per produir el joc per a totes les edats Sakura: Yuki Tsuki Hana . El 2004, Nanao va dissenyar dues heroïnes, Elis Hōsen i Kiri Kikyō, de Canvas 2: Niji Iro no Sketch de F&C FC01. El 2006, Nanao va començar a treballar amb Minori en la seva sèrie de jocs Ef: A Fairy Tale of the Two proporcionant disseny de personatges femenins. El 2011, va treballar a Canvas 4: Achrome Étude proporcionant el disseny de personatges d'Elis Hōsen.

###### Altres
El 2006, Nanao es va unir amb Naoki Hisaya (escriptor principal de Kanon ) per produir la sèrie original Sola. Nanao va proporcionar el disseny del personatge original per al projecte que es va utilitzar com a plantilla per al disseny del personatge de la sèrie d'anime i manga Sola . El 2007, Nanao va començar a treballar com a dissenyador de personatges en el joc de participació lectora Ohime-sama Navigation que es publicava a la revista japonesa bishōjo Dengeki G's Magazine, publicada per ASCII Media Works. Va treballar amb Tryfirst com a dissenyadora de personatges a la novel·la visual de Nintendo DS Majo ni Naru (魔女になる。), estrenada al Japó el 2009. Va ser traduït a l'anglès i llançat el 2010 per Natsume Inc., sota el títol Witch's Wish.

## Estil artístic
Abans de ser coneguda amb DC: Da Capo, el seu estil d'art de personatges en aquell moment es va comparar sovint amb Misato Mitsumi, una altra artista coneguda pel seu treball a Comic Party Les similituds entre els dos artistes es van plantejar sovint al fòrum japonès d'Internet 2channel. Els seus personatges tenen ulls grans i amples amb una certa nitidesa, en lloc de ser més arrodonits, que estan molt espaiats a la cara. Una característica diferent que s'afegeix sovint als seus personatges bishōjo és l'ús de cintes llargues i primes unides al cabell o a la roba. La roba, especialment els uniformes escolars japonesos, és sovint de disseny senzill però molt diversa, com per exemple pel que fa als colls, les mànigues o les faldilles. Tot i que destaca en el disseny de personatges femenins, el seu disseny per a homes no té, i és per això que quan es treballa en una novel·la visual, el disseny de personatges per als homes serà gestionat per una persona diferent, com en el cas d' Ef: A Fairy Tale of the Two, que tenia un disseny de personatges masculins proporcionat per 2C Galore.